# 1554년

## 연호
- 명(明) 가정(嘉靖) 33년
- 일본(日本) 덴분(天文) 23년
- 후 레 왕조(後黎朝) 투언빈(順平) 6년
- 막 왕조(莫朝) 까인릭(景曆) 7년

## 기년
- 류큐(琉球) 쇼세이왕(尚清王) 28년
- 명(明) 세종 가정제(世宗 嘉靖帝) 33년
- 조선(朝鮮) 명종(明宗) 9년
- 후 레 왕조(後黎朝) 중종(中宗) 6년
- 막 왕조(莫朝) 선종(宣宗) 8년

## 사건
- 비변사 설치

## 탄생
- 1월 9일 - 제234대 로마의 교황 교황그레고리오 15세. (~1623년)
- 1월 20일 - 포르투갈 왕국의 왕 세바스티앙 1세. (~1578년)
- 9월 23일 - 조선 중기의 무신 김시민. (~1593년)

### 미상
- 조선 인조의 무신 이수일. (~1632년)
- 일본의 전국시대 당시 군인 와키자카 야스하루. (~1626년)

## 사망
- 2월 12일 - 영국의 국왕 레이디 제인 그레이. (1537년~)